# Урес
Урес (исп. Ures), полное официальное наименование Эройка-Сьюдад-де-Урес (исп. Heroica Ciudad de Ures) — город в Мексике, штат Сонора, входит в состав муниципалитета Урес и является его административным центром. Численность населения, по данным переписи 2020 года, составила 3619 человек.

## Общие сведения
Название Heroica Ciudad de Ures составное: Heroica Ciudad с испанского языка — город-герой, было присвоено 5 сентября 1998 года в память о защите города местными жителями от французских интервентов во время франко-мексиканской войны, а Ures с языка индейцев опата можно перевести как — молодые мужчины.
Поселение было основано в 1644 году миссионерами-иезуитами во главе с Франсиско Парисом и Бартоломе Кастаньо, как миссия Сан-Мигель-де-Урес для евангелизации местного населения, проживавшего в этом месте.
В 1838 году поселение получило статус города, в периоды с 1838—42 и 1847—79 годы он временно становился столицей штата. 5 сентября 1998 года Уресу был присвоен статус города-героя.